# P-15 Termit
De P-15 Termit (Russisch: П-15 "Термит") is een antischeepsraket ontwikkeld door  MKB Radoega (Rusland) in de jaren 1950. Zijn naam was 4K40, zijn NAVO-codenaam was Styx of SS-N-2. In Rusland wordt hij waarschijnlijk aangeduid met Roebezj. 
China verwierf het ontwerp in 1958 en produceerde verschillende versies: de CSS-N-1 Scrubbrush of SY-1 (bereik 40 km),  de CSS-N-2 Safflower of HY-1 (bereik 40 km) en de CSS-N-5  Sabbot of SY-2 (bereik 130 km) werden ontwikkeld voor lancering vanaf schepen, terwijl de CSS-C-2 Silkworm (bereik 70 km) en de CSS-C-3 Seersucker of HY-2 (bereik 100 km) werden ingezet voor kustverdediging. Een universele versie voor gebruik vanuit vliegtuigen, vanaf schepen en vanaf de grond  is de  CSS-C7 Sadsack of HY-4 met een bereik van 300 km. De Chinezen gebruiken verschillende namen voor export en eigen gebruik van dezelfde wapens.
De raket wordt bestuurd door een traagheidsnavigatiesysteem, actieve radar en bij enige types wordt dit aangevuld met een infraroodsysteem.
De Sovjet-Unie ontwikkelde in 1972 een kleinere en lichtere opvolger van dit wapen: de SS-N-25 Ch-35 Oeran.

## Landen
De P-15 is of was in gebruik door onder andere:
- Algerije
- Angola
- Azerbeidzjan
- Bulgarije
- Cuba
- Egypte
- Finland (inmiddels beëindigd)
- India
- Irak (inmiddels beëindigd)
- Iran
- Jemen
- Kroatië
- Pakistan
- China
- Libië
- Polen (tot 2006)
- Roemenië
- Rusland
- Syrië
- Verenigde Staten (als testwapen)
- Vietnam

Bovendien is het wapen destijds in gebruik geweest bij:
- Sovjet-Unie
- Joegoslavië
- Duitse Democratische Republiek